# Lithocarpus chrysocomus
Lithocarpus chrysocomus är en bokväxtart som beskrevs av Woon Young Chun och Ying Tsiang. Lithocarpus chrysocomus ingår i släktet Lithocarpus och familjen bokväxter. Inga underarter finns listade.